# Wilhelm Peters (Naturforscher)

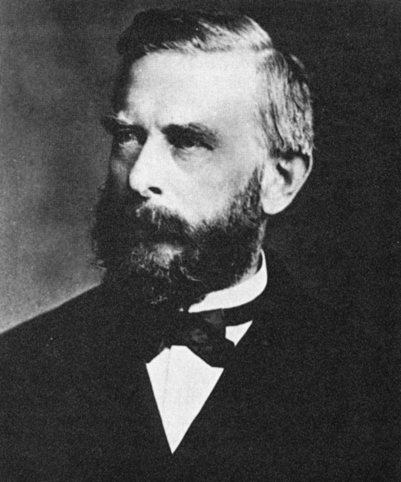
Wilhelm Peters

Wilhelm Carl Hartwig Peters (* 22. April 1815 in Koldenbüttel, Herzogtum Schleswig; † 20. April 1883 in Berlin) war ein deutscher Naturforscher, Zoologe, Anatom und Entdecker. Sein botanisches Autorenkürzel lautet „Peters“.

## Leben
Seine Eltern waren Hartwig Peters (1784–1848), seit 1825 Pastor in Flensburg, und dessen Ehefrau Catharina Paulina Böckmann (1790–1878). Er studierte ab 1834 Medizin und Naturgeschichte zunächst an der Universität Kopenhagen, dann an der Friedrich-Wilhelms-Universität Berlin. Nach seiner Promotion 1838 unternahm er eine 18-monatige Forschungsreise mit Henri Milne Edwards durch die Anrainerstaaten des Mittelmeers.
Nach seiner Rückkehr nach Berlin wurde er Assistent von Johannes Peter Müller, einem deutschen Physiologen und Meeresbiologen. Unter enthusiastischer Unterstützung Müllers und Alexander von Humboldts erarbeitete er Pläne zu einer großangelegten Forschungsreise nach Afrika. Im September 1842 reiste er zunächst nach Angola, im Juni 1843 kam er am eigentlichen Ziel seiner Reise – dem Landesinneren Mosambiks – an. Neben diesen Ländern bereiste er bei seinem vierjährigen Afrikaaufenthalt auch Sansibar, die Komoren und Madagaskar. In Südafrika erholte er sich von einer bei der Expedition zugezogenen Erkrankung. 1847 reiste er – über Indien und Ägypten – mit einer großen Sammlung von neu entdeckten Tierarten nach Berlin zurück. Seine Forschungsergebnisse publizierte er in vier Bänden unter dem Titel Naturwissenschaftliche Reise nach Mossambique.

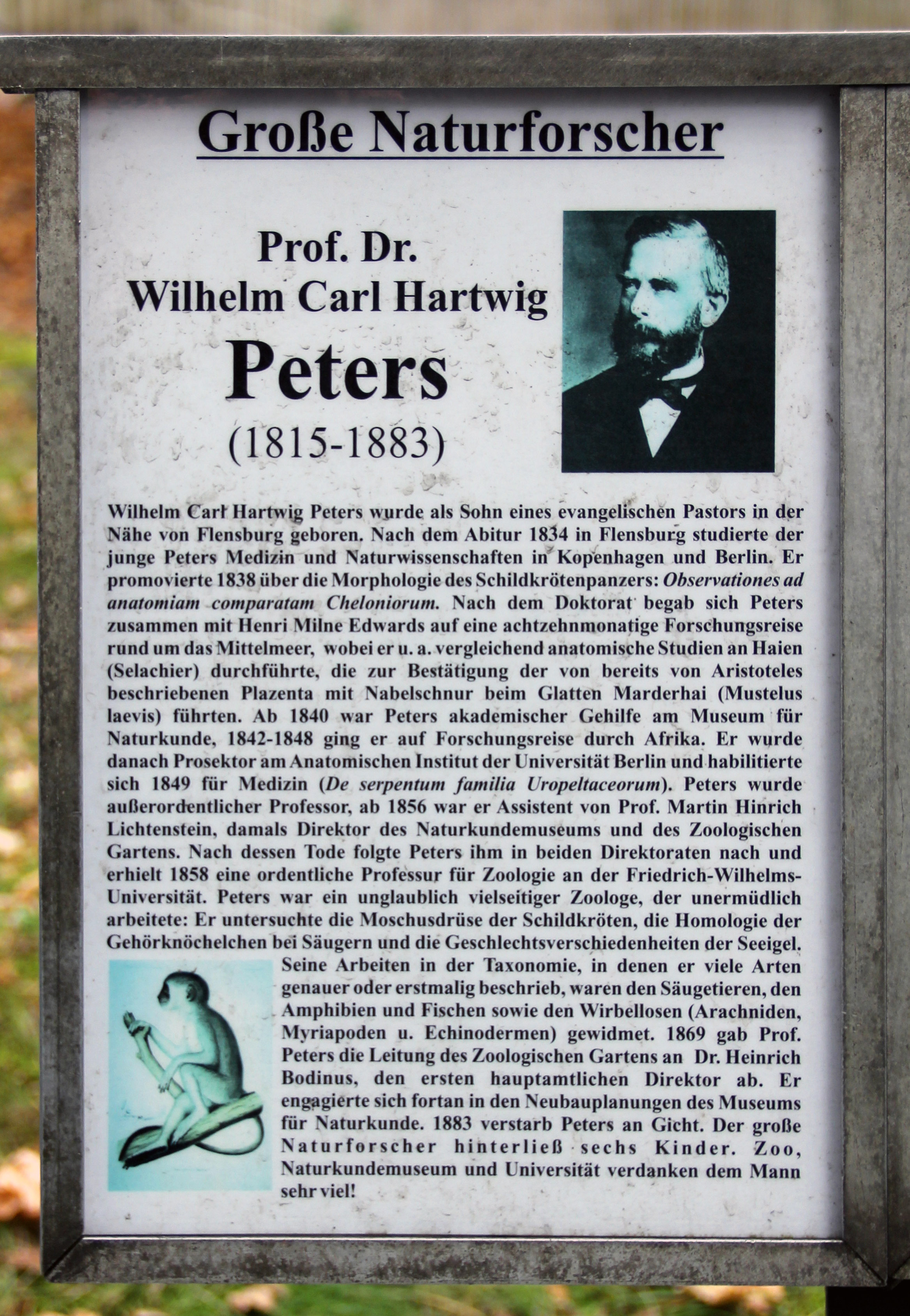
Gedenktafel im Zoologischen Garten Berlin

1847 wurde er Prosektor am anatomischen Institut der Berliner Universität, 1849 dort außerordentlicher Professor. 1856 wurde er Assistent des Direktors des Zoologischen Museums der Universität, Martin Hinrich Lichtenstein, und übernahm nach dessen Tod 1857 das Amt des Direktors. Unter seiner Leitung vermehrte sich die Sammlung erheblich (so wuchs die Sammlung von Kriechtieren von 3700 auf 10.500 Exemplare an) und wurde neben denen von Paris und London zu einer der bedeutendsten der Welt. Auch in der Position des Direktors des Zoologischen Gartens Berlin folgte Peters auf Lichtenstein. Er war von 1857 bis 1869 Zoodirektor.
Seit 1858 lehrte er Zoologie und gewann einigen Einfluss auf die zoologische Forschung. Peters, der Darwins Leistungen anerkannte, der Darwin’schen Evolutionstheorie dennoch eher neutral gegenüberstand, vereinigte in seinen Arbeiten anatomische und zoologische Forschungen und veröffentlichte fast 400 Aufsätze über verschiedenste Tierarten. 1860 wurde Peters Mitglied der Deutschen Akademie der Naturforscher Leopoldina. Ab 1851 war er ordentliches Mitglied der Preußischen Akademie der Wissenschaften. 1876 wurde er als korrespondierendes Mitglied in die Russische Akademie der Wissenschaften in Sankt Petersburg aufgenommen.
Peters beschrieb erstmals 281 Arten von Reptilien.
Er starb 1883 kurz vor seinem 68. Geburtstag. Sein Grab befand sich auf dem Dom-Friedhof II in Berlin-Wedding und ist nicht erhalten.
Die Deutsche Gesellschaft für Herpetologie und Terrarienkunde (DGHT) unterhält zur Unterstützung der herpetologischen Grundlagenforschung in allen relevanten herpetologischen Disziplinen, einschließlich der auf herpetologische Objekte bezogenen Veterinärmedizin, insbesondere aber zur Erforschung der Taxonomie, Phylogenie, Evolution, Biogeografie und Biodiversität sowie der ökologischen Einbindung der Amphibien und Reptilien den Wilhelm-Peters-Fonds.

## Familie
Wilhelm Peters hatte drei Brüder, von denen Eduard Peter Matthias Peters (* 1812; † 1873) Obergerichtsadvokat in Meldorf wurde und dort das „Nanny-Peters-Stift“ errichtete. Sein Bruder Christian Heinrich Friedrich Peters wurde 1858 Professor der Astronomie und Direktor des Observatoriums am Hamilton College in Clinton (New York, USA) und Otto Nikolaus Henning Peters (* 7. Januar 1819; † 1905) wurde später Propst in Flensburg und hatte seine Pfarrstelle in der Flensburger Kirche St. Marien. Der jüngste Bruder, Hartwig Peters, war als Kaufmann in Messina (Sizilien) tätig.
Wilhelm Peters heiratete im Jahr 1858 in Dechow (Kreis Stralsund) Henriette von Köhler (1828–1883) aus Millienhagen (Kreis Stralsund). Das Paar hatte sechs Kinder.

## Werke (Auswahl)
- Observationes ad anatomiam Cheloniorum. Dissertation. Berlin 1838.
- Zur Osteologie der Hydromedusa Maximiliani. In: Johannes Müller (Hrsg.): Archiv für Anatomie, Physiologie und wissenschaftliche Medicin. Veit et Comp., Berlin 1839, S. 280–289 (Digitalisat).
- Ueber die Bildung des Schildkrötenskelets. In: Johannes Müller (Hrsg.): Archiv für Anatomie, Physiologie und wissenschaftliche Medicin. Veit et Comp., Berlin 1839, S. 290–295 (Digitalisat).
- Ueber das Leuchten der Lampyris italica. In: Johannes Müller (Hrsg.): Archiv für Anatomie, Physiologie und wissenschaftliche Medicin. Veit et Comp., Berlin 1841, S. 229–233 (Digitalisat).
- Ueber eigenthümliche Moschusdrüsen bei Schildkröten. In: Johannes Müller (Hrsg.): Archiv für Anatomie, Physiologie und wissenschaftliche Medicin. Veit et Comp., Berlin 1848, S. 492–496 (Digitalisat).
- Ueber die Fortpflanzungsorgane des Sipunculus. In: Johannes Müller (Hrsg.): Archiv für Anatomie, Physiologie und wissenschaftliche Medicin. Veit et Comp., Berlin 1850, S. 382–385 (Digitalisat).
- Ueber das Kiemengerüst der Labyrinthfische. In: Johannes Müller (Hrsg.): Archiv für Anatomie, Physiologie und wissenschaftliche Medicin. Veit et Comp., Berlin 1853, S. 427–430 (Digitalisat).
- Naturwissenschaftliche Reise nach Mossambique, auf Befehl seiner Majestät des Königs Friedrich Wilhelm IV. in den Jahren 1842 bis 1848 ausgeführt. Berlin 1852–1868, Digitalisierte Ausgabe der Universitäts- und Landesbibliothek Düsseldorf
  - Botanik Abth. 1. 1862
  - Botanik Abth. 2. 1864
  - Zoologie 1. Säugethiere. 1852
  - Zoologie 2. Vögel. 1883
  - Zoologie 3. Amphibien. 1882
  - Zoologie 4. Flußfische. 1868
  - Zoologie 5. Insecten und Myriopoden. 1862
- Die Heidflächen Norddeutschlands. Hannover 1862.
- mit Julius Victor Carus und Carl Eduard Adolph Gerstäcker: Handbuch der Zoologie. Leipzig 1863–1875.